# Дарко Филиповић
Дарко Филиповић (Лесковац, 21. фебруар 1981) српски је поп-фолк певач који је постао познат 2000-их након што је ушао у финале такмичења Звезде Гранда (године 2004).

## Биографија
Рођен је 21. фебруара 1981. године у Лесковцу на југу Србије. Овде је живео до 2003. године, када се преселио у Београд.
Пре него што се такмичио у Звездама Гранда, певао је у српским ноћним клубовима на води (сплавови). Након успеха у регионалном такмичењу Грандове звезде, постао је много познатији и славан у земљама бивше Југославије. Најпознатија песма му је деби сингл Она, она. Тренутно снима за Гранд.

## Дискографија
- Требаш ми (2005)
- Опрости (2007)

### Синглови
- Она, она (2004)
- Требаш ми (2005)
- У години један дан (2005) са Тања Савић
- Влајна (2005) са Стеван Анђелковић и Бранислав Мојићевић
- Љуљају се сплавови (2006)
- Тамо далеко (2006) са Бранислав Мојићевић, Немања Николић, Стеван Анђелковић, Славица Ћуктераш и Тања Савић
- Сад знам (2008)
- Немој да ме гледаш са висине (2008) Гранд фестивал
- Радо би те ми (2010) са Рада Манојловић, Стеван Анђелковић и Ћира
- Само твој (2012) Гранд фестивал 2012.
- Још ми не даш мира (2014) Гранд фестивал 2014.
- Ороз љубави (2014)